# Henri de Wurtemberg (évêque)
Henri de Wurtemberg (mort le 13 mai 1259) est prince-évêque d'Eichstätt de 1246 à sa mort.

## Biographie
Henri est issu de la maison de Wurtemberg, des vögte de l'évêché. En raison des connexions fragmentaires, une classification généalogique finale est jusqu'à présent incertaine.
Henri de Wurtemberg est un fervent partisan du pape Innocent IV, qui, en conflit avec l'empereur Frédéric II, nomme des contre-rois. Sans être d'une grande échelle, la politique d'Henri vise à renforcer le parti papal. Le Pape accorde des faveurs au chapitre de la cathédrale d'Eichstätt.
La ville d'Eichstätt rejoint la ligue rhénane des villes en 1256 et utilise son propre sceau pour la première fois, mais reste la possession de la maison de Hirschberg.